# Harry Morgan

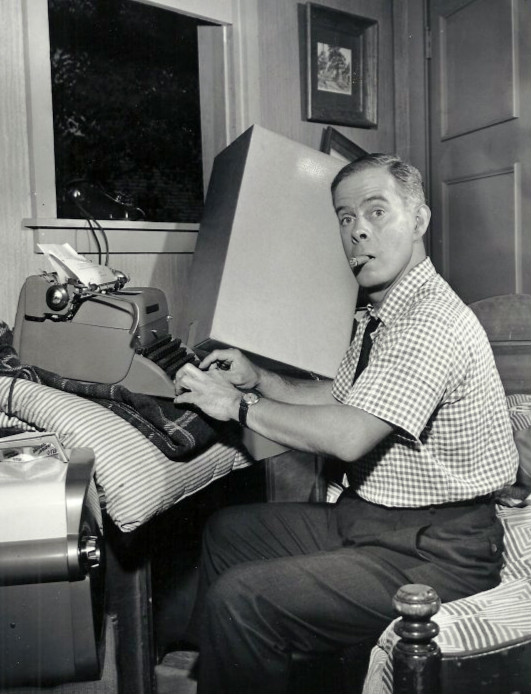
Harry Morgan como Pete Porter, en el programa de televisión December Bride (1957).

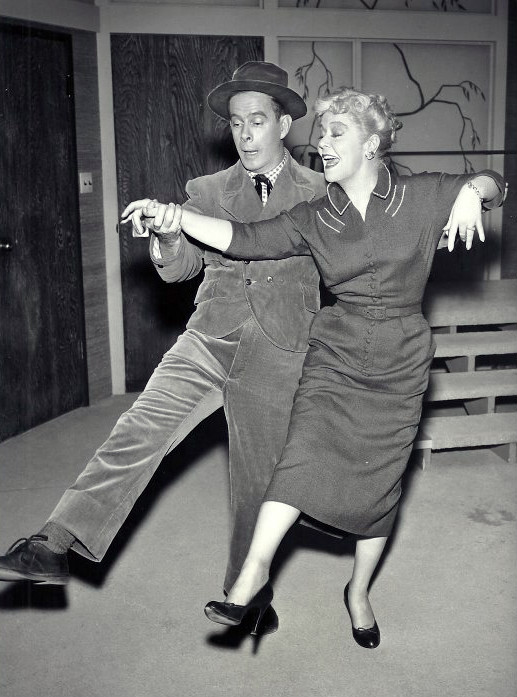
Harry Morgan como Pete Porter y Spring Byington como Lily Ruskin, en el programa de televisión December Bride (febrero de 1958).

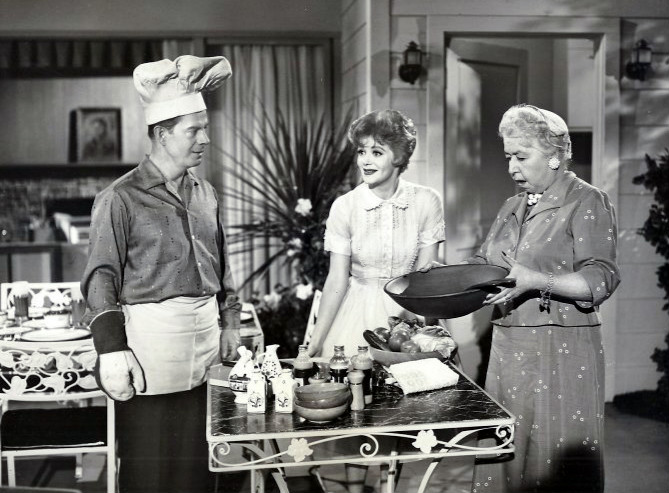
Harry Morgan como Pete Porter, Cara Williams como su esposa Gladys, y Verna Felton como Hilda Crocker, en el programa de televisión Pete and Gladys, secuela de December Bride).

Harry Morgan, registrado al nacer con el nombre Harry Bratsberg (Detroit, 10 de abril de 1915-Los Ángeles, 7 de diciembre de 2011) fue un actor estadounidense.

## Carrera
Morgan tuvo una larga y exitosa carrera, que comenzó en los años cuarenta en películas tales como To the Shores of Tripoli (1942), con John Payne; Crash Dive (1943), con Tyrone Power, y en el clásico A la hora señalada (1951, de Fred Zinnemann), con Gary Cooper.
También tuvo apariciones en los clásicos The Glenn Miller Story (1954), como Chummy MacGregor; Prisoner of War (1954), como el mayor O. D. Hale; The Far Country (1954), como Ketchup; Acorazado del aire (1955), como el sargento Bible; Backlash (1956), como Tony Welker; La casa de té de la luna de agosto (1956), como el sargento Gregovich; Comenzó con un beso (1959), como Charles Meriden; Cimarrón (1960), como Jessie Rickey; Support Your Local Sheriff! (1969), como Olly Perkins, y Support Your Local Gunfighter (1971), donde interpreta a Taylor.

## Televisión
Saltó a la fama al interpretar el papel del detective Bill Gannon, en la serie Dragnet, junto a Jack Webb, protagonista y creador de la serie. Interpretó al detective Bill Gannon en dos etapas: la primera, durante 11 episodios entre (1951-1952), y la segunda, durante 98 episodios en Dragnet 1967, también con Jack Webb en el papel protagónico.

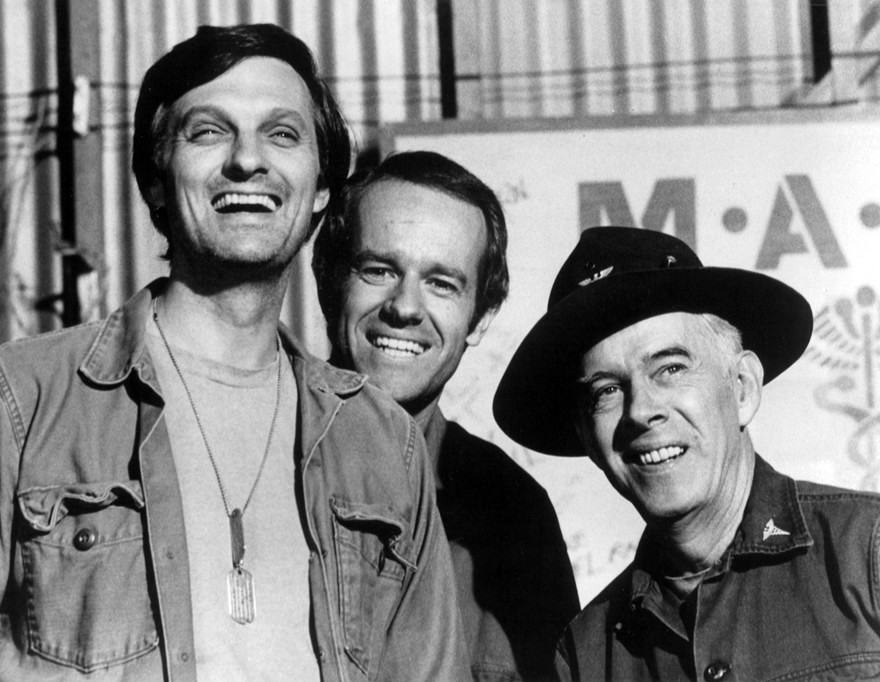
Algunos miembros del elenco del programa de televisión M*A*S*H, en 1975: Alan Alda, Mike Farrell y Harry Morgan (como el coronel Potter).

Morgan fue conocido por interpretar el papel del coronel Sherman T. Potter, en la serie M* A* S* H, durante 180 episodios entre 1974 y 1983.
También coprotagonizó las series: December Bride (1954-1959), Kentucky Jones (1964), Hec Ramsey (1974) y After MASH (1983-1984).
Como actor invitado, pasó por las series Dr. Kildare, El virginiano, La ley del revólver, Roots: The Next Generations, El crucero del amor, The Twilight Zone, Se ha escrito un crimen y 3rd Rock from the Sun, entre otras muchas.

## Filmografía
- To the Shores of Tripoli (1942)
- The Loves of Edgar Allan Poe (1942)
- Orchestra Wives (1942)
- The Omaha Trail (1942)
- Crash Dive (1943)
- The Ox-Bow Incident (1943)
- Happy Land (1943)
- The Eve of St. Mark (1944)
- Roger Touhy, Gangster (1944)
- Wing and a Prayer (1944)
- Gentle Annie (1944)
- A Bell for Adano (1945)
- State Fair (1945)
- From This Day Forward (1946)
- Johnny Comes Flying Home (1946)
- Dragonwyck (1946)
- Somewhere in the Night (1946)
- It Shouldn't Happen to a Dog (1946)
- Crime Doctor's Man Hunt (1946)
- The Gangster (1947)
- All My Sons (1948)
- The Big Clock (1948)
- Race Street (1948)
- The Saxon Charm (1948)
- Moonrise (1948)
- Yellow Sky (1948)
- Hello Out There (1949)
- Down to the Sea in Ships (1949)
- The Beautiful Blonde from Bashful Bend (1949)
- Madame Bovary (1949)
- Strange Bargain (1949)
- Red Light (1949)
- Holiday Affair (1949)
- Outside the Wall (1950)
- The Showdown (1950)
- Dark City (1950)
- Belle Le Grand (1951)
- When I Grow Up (1951)
- Appointment with Danger (1951)
- The Highwayman (1951)
- The Well (1951)
- The Blue Veil (1951)
- Boots Malone (1952)
- Scandal Sheet (1952)
- Bend of the River (1952)
- My Six Convicts (1952)
- High Noon (1952)
- What Price Glory? (1952)
- Big Jim McLain (1952) (voz)
- Apache War Smoke (1952)
- Toughest Man in Arizona (1952)
- Stop, You're Killing Me (1952)
- Thunder Bay (1953)
- Arena (1953)
- Bend of the River (1953)
- Champ for a Day (1953)
- Torch Song (1953)
- The Glenn Miller Story (1954).
- Prisoner of War (1954)
- The Forty-Niners (1954)
- About Mrs. Leslie (1954)
- The Far Country (1955)
- Strategic Air Command (1955)
- Not as a Stranger (1955)
- Pete Kelly's Blues (1955)
- The Bottom of the Bottle (1956)
- Backlash (1956)
- Operation Teahouse (1956)
- UFO (1956)
- Star in the Dust (1956)
- The Teahouse of the August Moon (1956)
- Under Fire (1957)
- It Started with a Kiss (1959)
- The Mountain Road (1960)
- Heredarás el viento (1960)
- Cimarron (1960)
- How the West Was Won (1962)
- John Goldfarb, Please Come Home (1965)
- Frankie and Johnny (1966)
- What Did You Do in the War, Daddy? (1966)
- The Flim-Flam Man (1967)
- Star Spangled Salesman (1968)
- Support Your Local Sheriff! (1969)
- Viva Max! (1969)
- Patton (1970)
- The Barefoot Executive (1971)
- Support Your Local Gunfighter! (1971)
- Scandalous John (1971)
- Snowball Express (1972)
- Charley and the Angel (1973)
- The Apple Dumpling Gang (1975)
- The Shootist (1976)
- The Cat from Outer Space (1978)
- The Bastard (1978)
- Backstairs at the White House (1979)[1]
- The Apple Dumpling Gang Rides Again (1979)
- The Wild Wild West Revisited (1979)
- Scout's Honor (1980)
- More Wild Wild West (1980)
- The Flight of Dragons (1982)
- Sparkling Cyanide (película para televisión, 1983)
- Dragnet (1987)
- 14 Going on 30 (película para televisión, 1988)
- The Incident (película para televisión, 1990)
- Against Her Will: An Incident in Baltimore (película para televisión, 1992)
- Incident in a Small Town (película para televisión, 1994)
- Wild Bill: Hollywood Maverick (1996)
- Family Plan (1997)
- Crosswalk (1999)